# ماهاراجابورام سيثارامان كريشنان
ماهاراجابورام سيثارامان كريشنان (24 أغسطس 1898 - 24 أبريل 1970) كان عالم جيولوجي هندي ولقد تم تأسيس جائزة جيولوجية باسم وهي ميدالية كريشنان.